# Horndorf (Reinstorf)
Horndorf ist ein Ortsteil der Gemeinde Reinstorf in Niedersachsen.

## Geographie
Der Ort liegt zwei Kilometer südöstlich von Reinstorf an der B 216. Einen Kilometer nordöstlich befinden sich die Hünenbetten bei Horndorf.

## Geschichte
Horndorf wird urkundlich 1299 genannt als der Knappe Albert von Reinstorf dem Propst Hartwig und der Kirche zu Medingen drei Güter in Horndorf verkauft. 
In den Quellen, z. B. im Winsener Schatzregister von 1450, werden für Horndorf immer 6 Hausstellen angegeben, die alle herrschaftlich sind.
Für das Jahr 1848 wird angegeben, dass Horndorf sechs Wohngebäude hatte, in denen 48 Einwohner lebten. Zu der Zeit war der Ort nach Reinstorf eingepfarrt, wo sich auch die Schule befand. Am 1. Dezember 1910 hatte Horndorf im Landkreis Lüneburg 89 Einwohner. 
Der inzwischen zu Horndorf gehörige ehemals einstellige Hof Breitenstein war Besitz des Klosters St.Michaelis in Lüneburg und wurde extra in der Statistik des Königreichs Hannover von 1824 genannt. Noch 1910 wird der einstellige Hof Breitenstein neben Horndorf im Einwohnerverzeichnis aufgeführt.
Am 1. März 1974 wurde Horndorf nach Reinstorf eingemeindet.